# Nadeen L. Kaufman
Nadeen L. Kaufman (* 1945 in Brooklyn, New York) ist eine US-amerikanische Psychologie-Professorin. Sie ist bekannt für ihre Forschungsarbeiten auf dem Gebiet der Lernbehinderungen.

## Leben und Karriere
Kaufman wuchs auf Long Island auf. Sie erwarb 1965 den bachelor of science in Education der Hofstra University, 1972 den master's degree in Educational Psychology der Columbia University sowie 1975 den Ed.M. in Learning and Reading Disabilities und  1978 den Ed.D. in Special Education—Neurosciences, beides an der Columbia University.
Kaufman unterrichtete lernbehinderte Kinder, arbeitete als Schulpsychologin und gründete mehrere psychiatrische Kliniken. Sie war des Weiteren an der Entwicklung und Standardisierung der McCarthy Scales und des WISC-R beteiligt.
Zusammen mit ihrem Ehemann Alan S. Kaufman bildete sie Schulpsychologen und klinische Psychologen aus und betreute die Arbeiten von Graduiertenstudierenden an der University of Georgia, dem National College of Education in Evanston, Illinois, der California School of Professional Psychology in San Diego, und der University of Alabama.
Wie ihr Ehemann Alan gehört sie zu den 52 Mitunterzeichnern des Aufsatzes Mainstream Science on Intelligence, geschrieben von Linda Gottfredson und im Dezember 1994 veröffentlicht vom Wall Street Journal.
Sie hat einen Sohn namens James C. Kaufman.

## Publikationen (Auszug)
Ihre Publikationen fanden immer in Co-Autorenschaft mit ihrem Mann, Alan S. Kaufman, statt.
- Clinical evaluation of young children with the McCarthy scales, New York: Grune & Stratton, 1977, ISBN 0-808-91013-2
- K-ABC : Kaufman assessment battery for children, Circle Pines, Minnesota: American Guidance Service, 1983
- K-TEA II : Kaufman test of educational achievement : comprehensive form, Circle Pines, Minnesota: American Guidance Service, 1983
- K-SEALS : Kaufman survey of early academic and language skills, Circle Pines, Minnesota: American Guidance Service, 1993
- K-ABC: Kaufman assessment battery for children, Circle Pines, Minnesota: American Guidance Service, 1983
- K-TEA II: Kaufman test of educational achievement: comprehensive form, Circle Pines, Minnesota: American Guidance Service, 1983, Cambridge; New York: Cambridge University Press, 2001, ISBN 978-0-521-65840-9